# Seixo talhado
Um seixo talhado é um pedaço de rocha manejável (um seixo, um pequeno bloco, uma laje, uma lasca de bom tamanho, etc.) com um talhe rudimentar e incompleto (com frequência dois ou três lascados) que forma uma aresta cortante e que conserva grande parte de serce para dar uma vida nova aos povos recoletores so que não a superfície natural de suporte, ou seja, do córtex. 
O seixo talhado é o artefato mais antigo que tem fabricado o ser humano (desde há mais de dois milhões de anos); contudo, é tão simples que a sua verdadeira função é ignorada: quer uma ferramenta, quer um núcleo e que o verdadeiro objetivo do talhe tenham sido as lascas extraídas, quer ambas as opções ocorressem numa mesma peça, sucessiva ou simultaneamente, ou seja, que fossem tanto núcleos quanto ferramentas funcionais. De fato, em alguns deles foram encontrados sinais de uso.
Os seixos talhados com frequência são denominados também "seixos trabalhados".
São característicos das culturas mais antigas da Pré-História (Olduvaiense, Cultura dos seixos talhados, Paleolítico inferior arcaico...; geralmente as que precedem o Acheulense). Contudo, dada a sua simplicidade, é possível uma multifuncionalidade; os seixos talhados não faltam em nenhuma das etapas nas quais há indústrias líticas, dos albores da humanidade até a atualidade; sem que se apreciem mudanças de estilo —salvo, talvez, a aparição dos denominados "seixos talhados tipo cepilho" (rabots), com uma frente funcional curva, muito regularizada e de características muito específicas—. Ou seja, não há diferença entre um exemplar do mais antigo Paleolítico e outro de épocas históricas.
Em milhões de anos um tipo lítico apenas cambiou, portanto torna-se inútil tentar estabelecer processos evolutivos dentro de fases específicas da Pré-História; assim, por exemplo, é impossível saber se os seixos talhados mudaram ao longo do Acheulense.

## Fabricação e morfologia

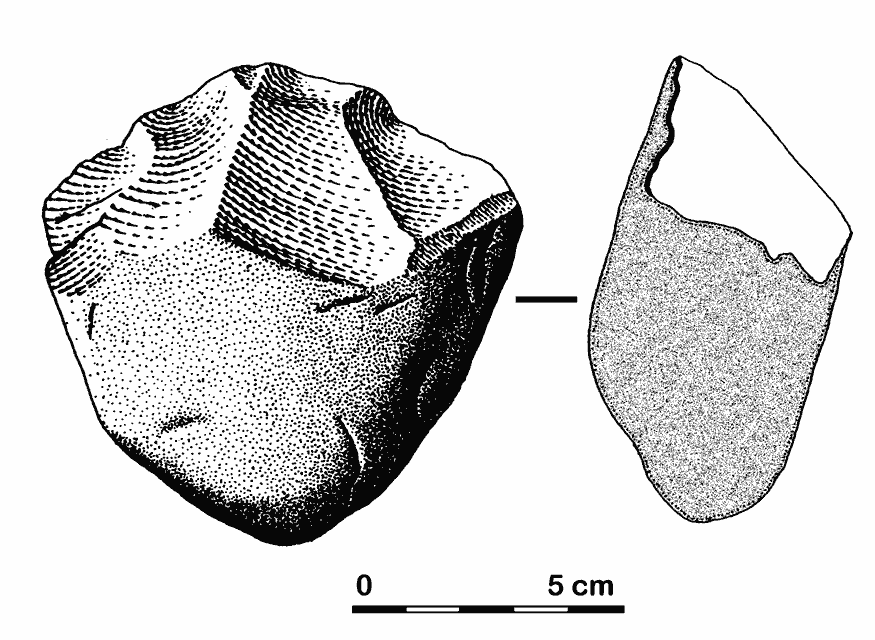
seixo talhado monofacial
Tipo 1.2.

O seixo talhado é o artefato lítico mais fácil de fabricar: chega com escolher um bom suporte, geralmente uma rocha dura de fratura conchoide, e dar-lhe umas pancadas até obter uma aresta cortante e um punhado de lascas. A partir desse começo básico, as possibilidades podem ser diversas, mas sempre dentro das limitações intrínsecas do tipo lítico, ou seja, que o talhe seja superficial e rudimentar. De ultrapassar-se tais limites, estaríamos elaborando artefatos mais sofisticados. Na realidade, a maior parte dos artefatos de certo tamanho e dos núcleos do Paleolítico surgiram a partir do refinamento do talhe e a morfologia de um simples seixo talhado, de modo que não é aventurado dizer que este é o protótipo de bifaces e outras peças bifaciais, perfuradores e picos triédricos, núcleos desorganizados, denticulados e uma ampla gama de ferramentas de pedra. De fato, há casos nos quais é muito difícil estabelecer o limiar entre o seixo talhado e uma ferramenta mais elaborada (um biface parcialmente trabalhado, por exemplo), pois as suas diferenças chegam a ser sutis.

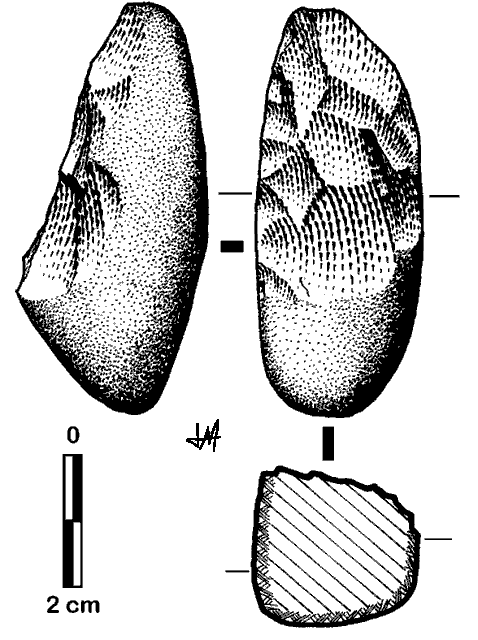
seixo talhado monofacial
Tipo 1.3.

Em todo caso, o talhe de um seixo pode ter lascados numa das suas duas faces principais, em cujo caso falaremos de seixos talhados monofaciais; também é possível que tenham lascados nas duas faces, classificando-se como seixos talhados bifaciais. O fator monofacial ou bifacial de um seixo apenas serve para estudar a sua elaboração, mas carece de indicadores cronológicos (ou seja, não se sabe que o talhe monofacial precedesse ao bifacial). Há um terceiro grupo, especial, que tem talhe em três ou mais faces. Este tipo de peças entraria na classificação de poliedros.
Ao ser os seixos talhados artefatos tão simples, a sua morfologia está determinada pelo suporte no qual foram elaborados. Contudo, os especialistas estudam a sua situação a respeito do eixo morfológico da peça (terminal, lateral, oblíqua, dupla...), a sua delineação (convexa, sinuosa, sub-retilínea, côncava...), a proporção talhada e a que conserva o córtex natural, e a forma do fio (simples, apontada, dupla...).
Houve numerosas tentativas de classificação dos seixos talhados. Uma tentativa muito proveitosa pela mudança de paradigma veio de Pierre Biberson em 1967, mas o mais simples e manejável dos procedimentos é o da investigadora francesa L. Ramendo, que divide os seixos talhados em três grandes famílias: os monofaciais, os bifaciais e os polifaciais (também fala de seixos fendidos, os quais recebem uma técnica de diferente de talhe):

### seixos talhados monofaciais
São seixos com talhe monofacial, ou seja, numa só das suas caras. Há quatro tipos:
- Tipo 1.1: seixos talhados monofaciais com um somente golpe ou lascado
- Tipo 1.2: seixos talhados com duas ou mais pancadas que criam lascados adjacentes
  - Tipo 1.2 bis: É uma variante do anterior com o gume apontado
  - Tipo 1.4: Embora marcado inicialmente como tipo independente (daí a sua notação simples), é uma variante com o gume côncavo
- Tipo 1.3: seixos talhados com numerosos lascados realizados em várias fases, de modo que se solapam uns em outros, deixando, com frequência, ressaltes de jeito escamoso e em escada

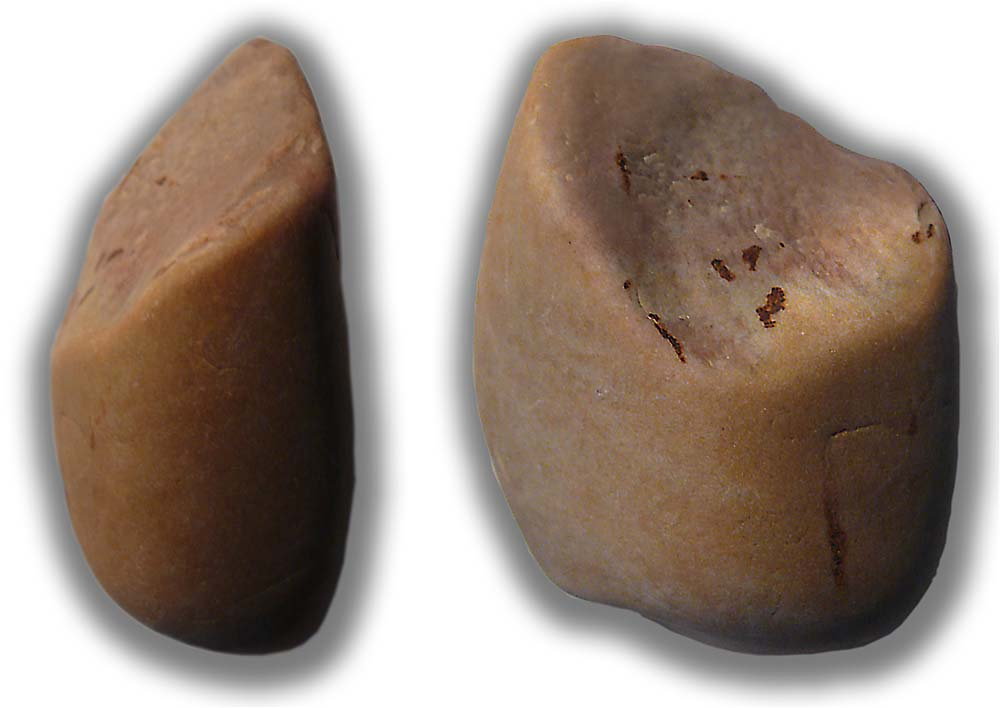
seixo talhado monofacial Tipo 1.1
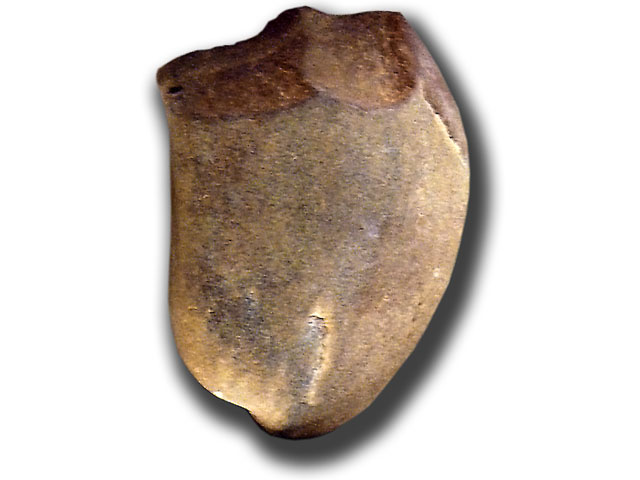
seixo talhado monofacial Tipo 1.2
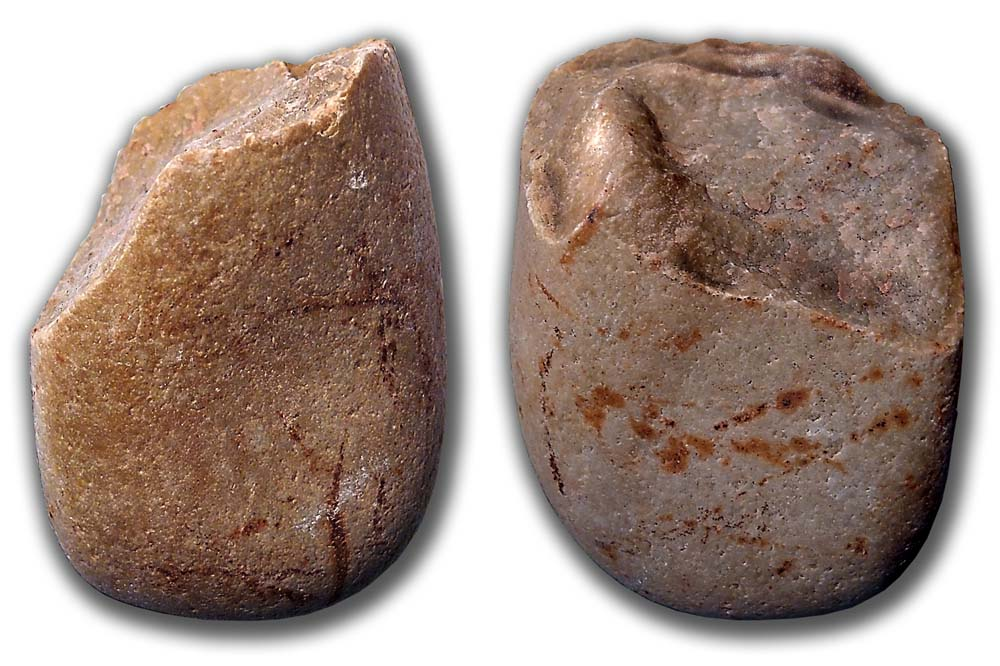
seixo talhado monofacial Tipo 1.3
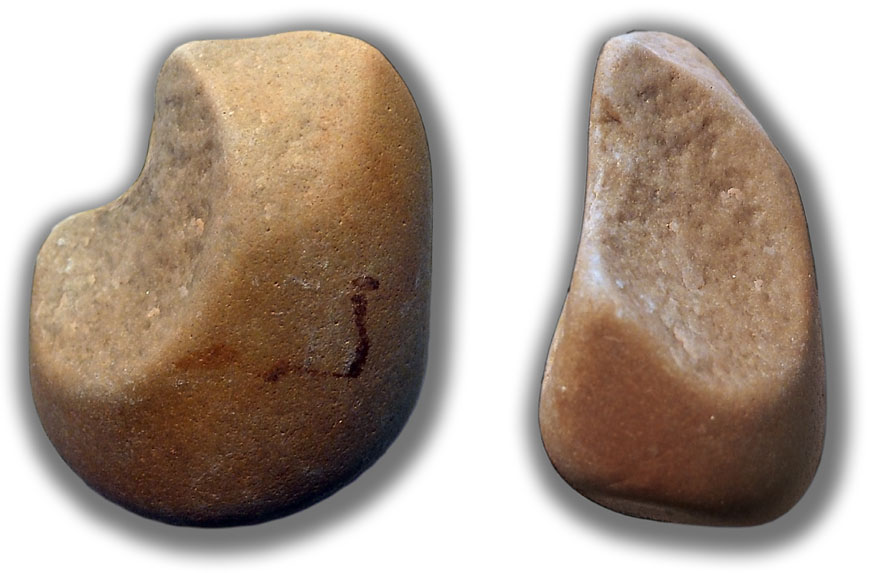
seixo talhado monofacial Tipo 1.4

### seixos talhados bifaciais
Trata-se de seixos talhados em duas das suas faces, ou seja, com percussões bifaciais. Ramendo diferencia os seguintes tipos:
- Tipo 2.1: é um seixo talhado com levantamentos alternos, um em cada face, mas que apenas se tocam, pelo qual poderia ser uma variante intermédia entre o mono e o bifacial
- Tipo 2.2: é um seixo talhado bifacial com dois levantamentos, um em cada face, que se relacionam ao servir um de plataforma de percussão para o outro
- Tipo 2.3: é um seixo talhado bifacial no qual foi realizado um grande lascamento numa das suas faces, que serviu como plataforma de percussão para obter dois ou mais lascados na cara oposta
- Tipo 2.4: é um seixo talhado bifacial no qual primeiro foram feitos vários lascados numa face que serviram como plano de percussão para um só grande lascado na face oposta
- Tipo 2.5: é um seixo talhado bifacial no que primeiro foram feitos vários lascados numa face, que serviram como plano de percussão para vários lascados na face oposta
- Tipo 2.6: é um seixo talhado bifacial no que levantamentos foram efetuados alternativamente em ambas as faces

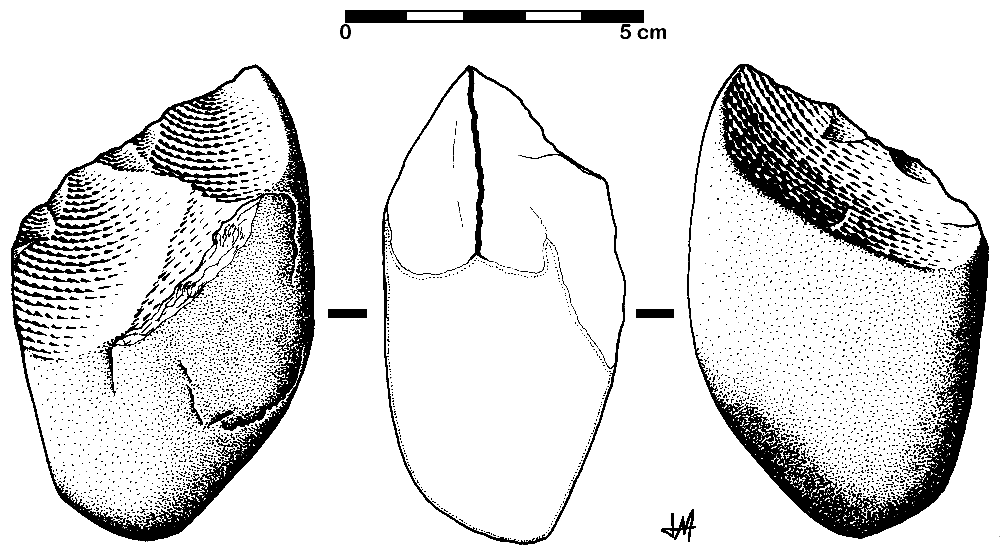
seixo talhado bifacial Ttipo 2.3
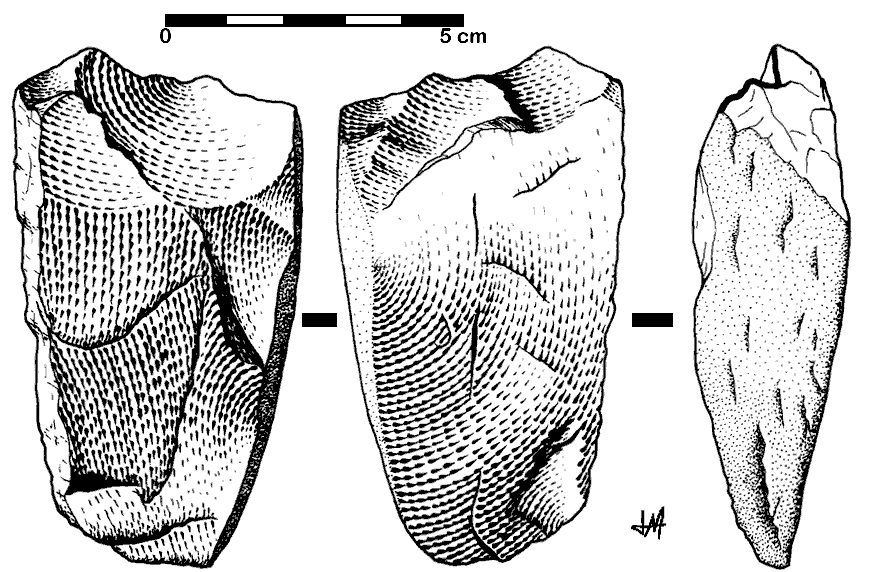
seixo talhado bifacial sobre lasca, tipo 2.4
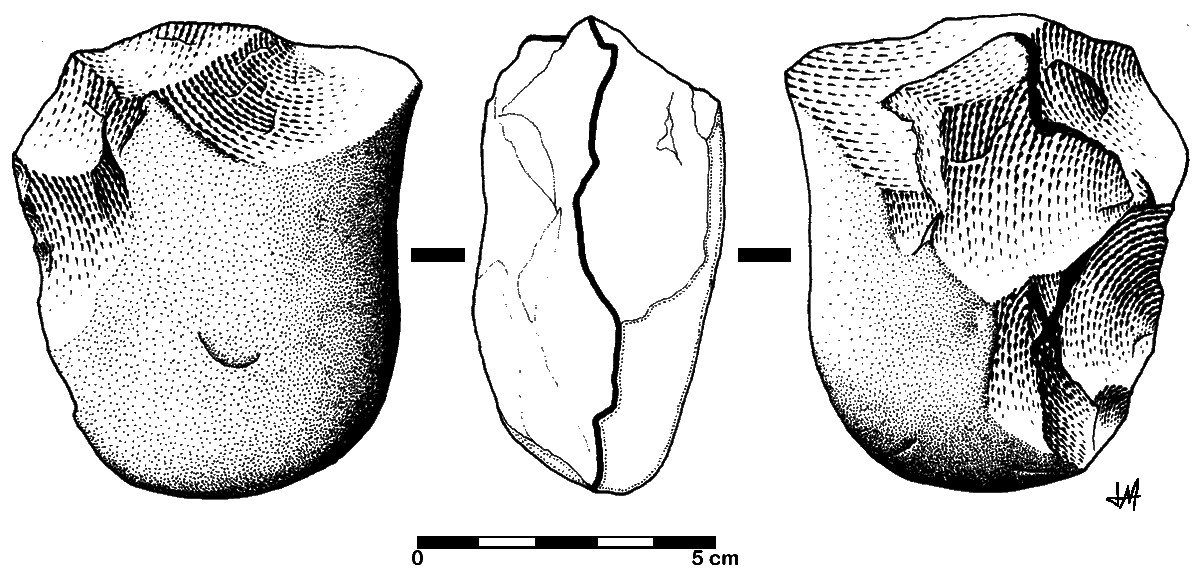
seixo talhado bifacial Tipo 2.6

Ramendo não dá nenhum valor cronológico ou evolutivo aos seus tipos, meramente descritivos e empíricos, puramente taxonômicos; no entanto, ao estar baseados essencialmente na ordem dos modos do artesão entalhador, podem oferecer informação sobre os jeitos de talhar os seixos.
Pela sua vez, Hélène Roche manifestou a sua recusa a fazer classificações tipológicas rígidas de artefatos tão superficiais, especialmente dos mais antigos:
"Je me suis souvent posée la question de savoir si c'etait absolument indispensable, opportun, de créer des typologies de classer ces industries alors que leur approche technologique en est encore au stade initial"
(Concebi com frequência a questão de saber se seria indispensável, oportuno, criar tipologias e classificar estas indústrias, dado que o seu nível tecnológico se situa ainda num estágio inicial)— Préhistoire technologie lithique, página 11.
Para além disso, ao aplicar uma tipologia criada em jazidas de milhões de anos de antiguidade para artefatos que podem ser muitíssimo mais novos, o seu contexto funcional, cultural, econômico, social, antropológico, etc. pode variar radicalmente.
A mencionada investigadora, Hélène Roche, propõe a alternativa de estudar os modos (não os resultados) através do qual denomina "esquemas de talhe" (que, simplificando-os, poderiam ser os seguintes: Talhe não ordenado, Talhe alternante e Talhe linear ordenado). Um seixo talhado não se caracteriza pela estandardização dos modos, mais bem responde a um talhe improvisado adaptado às necessidades da peça, mudando de estratégia no decorrer dos acontecimentos. A princípio, nos seixos talhados mais superficiais, o talhe costuma ser linear ordenado ou alternante, pois com dois ou três lascados é fácil compreender a ordem na qual foi executado. Contudo, à medida que o número de levantamentos aumenta, a ordem perde-se, aparecendo o talhe não ordenado. Pela sua vez, o talhe alternante costuma dar-se em seixos talhados bifaciais mais sofisticados. Do qual se deduz que a proposta de Roche serviria para pôr em evidência a complexidade da cadeia operatória de uma série de exemplares.

## Cronologia

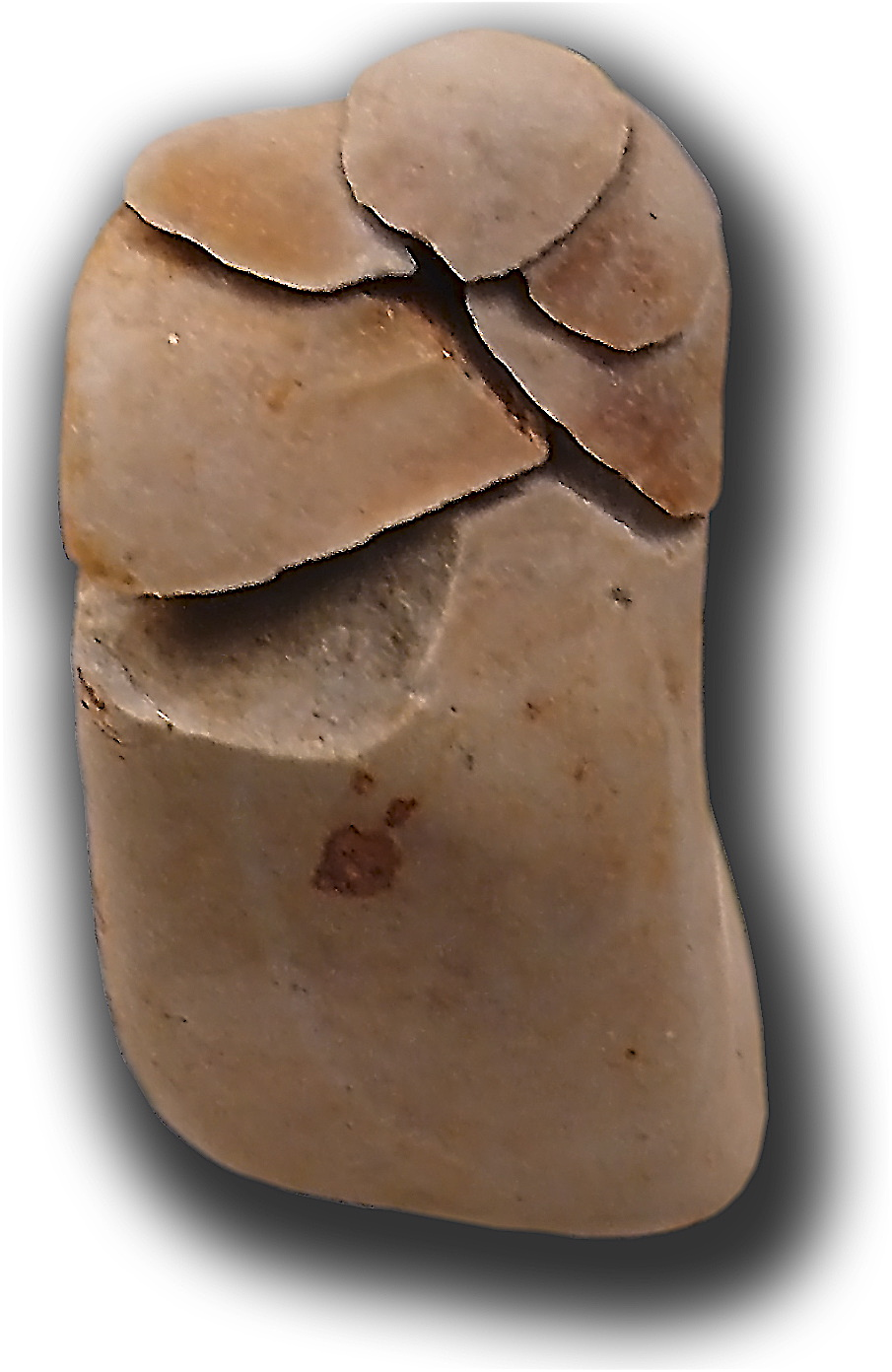
Remontagem de um seixo talhado da jazida acheulense de Áridos, em Arganda (Madrid). Aprecia-se que os seixos foram reiteradamente explorados, o que faz suspeitar que o seu objetivo não fosse só a peça nuclear, mas também as lascas, com os seus gumes cortantes, eram aproveitados como ferramentas.

A amplitude cronológica do seixo talhado (e da lasca) abrange desde a aparição dos primeiros humanos, há mais de dois milhões e meio de anos, até umas poucas décadas; ou seja, a maior de todas as ferramentas líticas talhadas. Em efeito, no grande Vale do Rift africano foram encontrados seixos talhados tão antigos quanto a própria humanidade: na Etiópia, na região do Afar, Hélène Roche  descobriu pequenos seixos talhados sobre bloco num leito fluvial de rio Kada-Gona, que, ao ficar selado por uma camada vulcânica, pôde ser datado por meio do Potássio-Árgon, entre 2,9 e 2,4 milhões de anos de antiguidade. Estes não são restos isolados, a mesma investigadora fez descobertas parecidas, da mesma antiguidade, no arroio do Kada-Hadar, um deles com claros sinais de uso. Os Chavaillon também acharam provas da extremada ancianidade do seixo talhado, ao exumar uma peça no vale do rio Omo, tributário do lago Turkana, com 2,3 milhões de anos de antiguidade.
Os seixos talhados tornaram-se no fóssil de idade das indústrias líticas mais antigas conhecidas. Por um lado, as que precedem o Acheulense na África, Europa e toda a bacia mediterrânea, em geral (recebeu muitos nomes: Olduvaiense, Pebble Culture, Pre-Achelense, Paleolítico Inferior Arcaico, Cultura dos seixos talhados). As indústrias com bifaces têm o seu limite seguindo, através do Próximo e Médio Oriente, com os glaciares como fronteira norte, até o mar de Aral, seguindo para leste  pelo Pamir e o Himalaia, até a desembocadura do Ganges. Para além, os seixos talhados são peças principais em indústrias do Paleolítico Inferior que nunca tiveram bifaces, cujas ferramentas se baseavam, além disso, nas lascas, ou seja, as da China, Indochina, etc. Por outro lado, continuam aparecendo no Paleolítico Médio e Superior e não são escassos nas indústrias líticas americanas do começo do período Lítico, às vezes, denominado Proto-lítico.
Os seixos talhados aparecem também, por exemplo, no megalitismo atlântico, e não de um jeito marginal, pelo menos aparentemente e Pierre Biberson, pré-historiador francês, pôde constatar que os mariscadores marroquinos de Tarfaya seguiam empregando-os em finais do século XX para abrir conchas de mexilhão. Levando em conta que os seixos talhados continuam sendo artefatos oportunistas de muitos povos primitivos ou pré-industriais, se tem de reconhecer que a sua longevidade como tipo lítico ultrapassa a de qualquer outro, se excetuarmos as próprias lascas que resultam do seu talhe. Assim mesmo, ocupa toda a geografia do globo.

## Utilização
A explicação desta persistência de um tipo lítico tão simples e tão pouco efetivo pode ser que o seixo talhado é enormemente fácil de fabricar e não tem nenhuma especialização, nem técnica, nem morfológica, nem funcional; é um material embrionário que ainda mantém todas as suas possibilidades, pois ainda não optou por nenhuma em concreto. Qualquer pessoa pode obter, se houver matéria prima à mão, um gume, uma ponta, um maço, etc. O seixo talhado pode ser, além disso, o suporte para extrair as lascas necessárias para outro tipo de trabalhos. 
No entanto, do ponto de vista genérico, a função concreta dos seixos talhados é ignorada. De fato, talvez não tivessem nenhuma função em especial (quer ferramentas, quer núcleos, quer ambas as coisas sucessiva ou simultaneamente): por vezes serviriam para cavar, outras para cortar, outras para raspar, outras para perfurar (ou seja, para trabalhos pesados em geral). E se se precisavam trabalhos mais sutis e leves, convertiam-se em núcleos para extrair lascas que, em bruto ou adequadamente retocadas, poderiam cumprir uma amplíssima gama de operações. O seu gume pode ser pontiagudo, convexo, pode ter entalhes ou pode ser côncavo. Também podem ser bons percutores, maços ou  morteiros para esmagar materiais comestíveis, desde ossos para extrair a medula, até grão.
Por outro lado, dar gume novamente aos seixos talhados quando se desgastam é fácil; até mesmo, se a matéria é abundante, nem vale a pena, pois chega com tomar outro seixo e talhá-lo em segundos. Por outro lado, se um seixo talhado é elaborado acima do normal, segundo o objetivo dessa elaboração mais refinada, acabará por se tornar artefato mais específico. Assim, um talhe bifacial periférico para obter lascas, acabará indefectivelmente no surgimento de um núcleo discoide; se, por outro lado, ao dar ao seixo talhado um gume mais efetivo, é obtido um biface, e ao potenciar um ápice poligonal e muito agudo é obtido um pico triédrico.